# Family Channel
Family, às vezes referida por The Family Channel, também é chamado de Disney Channel Canada é um canal de TV a cabo do Canadá, para o público infantil de 10 a 24 anos. Ele é promovido pela Astral Media e DHX Media .

## História
Family Channel foi licenciado pelo serviço de TV a Cabo do Canadá, o Canadian Radio-television and Telecommunications Commission (CRTC) em 1987 ligado ao empreendimento Allarcom Pay Television e First Choice. Ele começou como Family Channel em 1 de Setembro de 1988. Em 2000, Corus Entertainment assumiu o controle da rede de TV.

## Programação
O canal foi promovido principalmente pelo canal Disney Channel e Nickelodeon até 2016, quando passou a ser promovido pela DHX Media devido a que Corus Entertainment adquiriu os direitos das séries de Disney